# سای تامانکار
سای تامانکار (به انگلیسی: Sai Tamhankar) (زاده ۲۵ ژوئن ۱۹۸۶) بازیگر هندی است.
از کارهای معروف او می‌توان به بازی در فیلمی با نام عشق سونیا، میمی، شهر طلا و شکارچی اشاره کرد.